# Битка за Москву
Московска битка је битка која се водила за одбрану совјетског главног града Москве и каснија контраофанзива против немачке војске, између октобра 1941. и јануара 1942. за време Другог светског рата (Великог отаџбинског рата).
Немачка стратешка офанзива названа операција Тајфун је предвидела две офанзиве које би обухватиле Москву у клешта. Северну операцију против Калињинског фронта требало је да изврше 3. и 4. оклопна армија и да истовремено пресеку железничку пругу Москва-Лењинград, док је јужна операција била уперена против Западног фронта јужно од Туле коју је требало да изврши 2. оклопна армија, док је 4. армија требало са запада директно напредује ка Москви. Посебан оперативни немачки план, под именом операција Вотан је био уврштен у последњу фазу немачке офанзиве.
На почетку је Црвена армија вршила стратешку одбрану Московске области изградивши три одбрамбена појаса и разместила новообразоване армије и довела појачања из Сибирског и Далекоисточног војног округа. На крају, како је немачка офанзива заустављена, Совјети су извели контраофанзиву и мале офанзивне акције како би одбацили немачке армије назад на положаје око градова Орела, Вјазме и Витепска, замало опколивши три немачке армије у овом процесу.

## Немачка инвазија
Немачка и њени савезници извршили су инвазију на Совјетски Савез 22. јуна 1941, изненадивши Стаљина. Пошто су уништили већину совјетске авијације на земљи, немачке снаге су брзо напредовале дубоко у совјетску територију, користећи стратегију блицкрига. Оклопне јединице су опкољавале знатне совјетске снаге, заробљавајући и уништавајући читаве совјетске армије. Док се немачка Група армија Север кретала ка Лењинграду, а Група армија Југ освајала Украјину, Група армија Центар је имала задатак да напредује ка Москви.
Одмах по отпочињању непријатељстава, по решењу Политбироа ЦК СКП су западни погранични војни окрузи, Прибалтички, Западни и Кијевски, преименовани у Северозападни, Западни и Југозападни фронт. Лењинградски војни округ преименован је 24. јуна у Северни фронт, а 25. јуна на бази команде Московског војног округа био је формиран Јужни фронт, који је ујединио део снага Југозападног фронта и 9. армију коју је издвојио Одески округ. Истовремено СССР је почео да ствара резерву Врховне команде (Ставка).
У циљу приближавања стратегијског руковођења трупама на фронту 10. јула су биле основане главне команде за три најважнија стратегијска правца. Северозападним фронтом је командовао маршал Климент Јефремович Ворошилов, Западним - маршал Семјон Константинович Тимошенко и Југозападним маршал Семјон Михајлович Буђони. Ради ефикаснијег функционисања оперативног руковођења, совјетска команда је 20. јула ујединила Фронт резервних армија и фронт Можајске одбрамбене линије у јединствен Резервни фронт под командом Герогија Жукова. На положају начелника Генералштаба Жукова је 1. августа заменио маршал Борис Михајлович Шапошњиков. На споју Централног и Резервног фронта 16. августа је био формиран нови Брјански фронт под командом маршала Андреја Ивановича Јерјоменка.
Услови совјетске одбране су били катастрофални, а губици огромни. Крајем јула у околини Смоленска се веома интензивно разбуктавају борбе. У рејону Јарцева малобројна група разбијених трупа Црвене армије под командом генерала К. К. Рокосовског неочекивано је напала Немце, ослободила овај град, форсирала реку Воп и на њеној западној обали заузела добре, утврђене положаје. Сви покушаји Немаца да одбаце совјетске јединице преко реке и поврате Јарцево били су одбијени. Почетком августа 1941, Немци су освојили град Смоленск, важно упориште на путу за Москву, али је ангажовање у зони Смоленска зауставило немачки напад до средине септембра, реметећи блицкриг. Услед тога је била успостављена извесна равнотежа снага. Црвена армија је успела да спречи напредовање 3. оклопне групе генерал-пуковника Хермана Хота, која је хитала у помоћ Групи армија „Север“, у правцу Валдајске горе и разбила обруч око 20. и 16. армије омогућивши главнини њихових снага да се повуку преко Дњепра. При томе су били нанети велики губици немачким оклопним јединицама којима је пређашња ударна снага отупљена. У дотле невиђеним сударима 2. и 3. оклопна група су изгубиле и до 60% тенкова и возила и скоро трећину својих бораца.
На тај начин, до првих дана августа немачке трупе нису могле да обнове офанзиву групе армија „Север“ ка Лењинграду, а главне снаге групе армија „Југ“ су биле везане на кијевском правцу па је Хитлер сматрао да је наступило време да тежиште операција пренесе на крилне групе армија „Север“ и „Југ“. Ради тога је из састава групе армија „Центар“ извукао 2. и 3. оклопну групу и наредио им интензивно напредовање.
У Директиви бр. 34 од 30. јула пише: „Група армија „Центар“ прелази у одбрану… У интересу спровођења каснијих офанзивних операција против 21. совјетске армије на правцу Гомеља треба заузети погодне полазне положаје и у том погледу се могу офанзивне акције са ограниченим циљем“.
Хитлер је са бројним саветницима долетео 4. августа у белоруски град Борисов, у штаб команданта ГА „Центар“. Узнемирен због развоја догађаја и спорог напредовања, упитао је фелдмаршала фон Бока: „Када ћете по вашим предвиђањима заузети Москву?“, „Крајем августа, мој Фиреру!“ – хладнокрвно је одговорио фон Бок. Међутим, догађаји су демантовали Хитлеровог фелдмаршала. Његове трупе су крајем августа још увек биле удаљене од совјетског главног града 300 – 400 km.
Према Директиви бр. 35 од 6. августа Хитлер је најзад усвојио план својих генерала да се сада освоји Москва. Друга оклопна група генерал-пуковника Хајнца Гудеријана би са југа - где је била пребачена 19. августа Директивом бр. 33 - била враћена у састав Групе армија „Центар“, а и 2. армија би била враћена у њен састав. Немачке ваздухопловне јединице које су пружале ваздушну подршку Групи армија „Север“ добиле су задатак да у предстојећој операцији пруже подршку Групи армија „Центар“ како би се у рејону њеног дејства остварила потпуна превласт у ваздуху. Део ове директиве који се односио на Групу армија „Центар“ гласи: „У зони Групе армија „Центар“ припремити операцију против Тимошенкове групе армија (трупе Западног и Резервног фронта) тако да се што је могуће брже - крајем септембра - организује офанзива и уништи противник који се налази у рејону источно од Смоленска, извршивши двоструко опкољавање у општем правцу ка Вјазми, уз ангажовање моћних тенковских снага концентрисаних на оба крила … Када главнина Тимошенкове групе буде разбијена, Група армија „Центар“ почеће са прогоном противника који се повлачи на московском правцу, наслањајући се десним крилом на реку Оку, а левима на горњу Волгу…“
Пре но што би се отпочело са офанзивом ка Москви требало је још завршити неколико операција на југу и северу. Осим тога, требало је много времена да би се све те јединице вратиле у Групу армија „Центар“. Колоне су се кретале само током ноћи како Совјети не би сазнали за овај маневар. И поред жилаве одбране Црвене армије, немачке трупе су успеле да 21. августа пробију одбрамбене линије Централног, а затим и Брајанског фронта и да продирући између 120 до 140 km на исток избију на линију Новозибков - Стародуб.
На самом почетку ове крунске операције дошло је до извесног размимоилажења између „Главног стана“ (ГС) и фон Бока. Фелдмаршал је желео да спроведе што дубљи обухват са крила, док је ГС инсистирао да се обруч затвори код Вјазме. Ипак, разлике у гледању на план нису биле велике тако да је фон Бок 7. септембра записао у свој дневник: „Сходно Фиреровој директиви, најзад се испунила моја жеља да отпочнем офанзиву против главнине руских снага. Само да се време не промени, јер пре краја септембра нећу моћи да довучем потребна појачања! Општи план операције је добар, али није сасвим једноставан, посебно на северном крилу … Главне руске снаге стоје неразбијене пред мојим фронтом и све до сада је неизвесно да ли ћемо успети да их разбијемо тако брзо и да искористимо победу још пре почетка зиме, како Русија у овом рату више не би могла да стане не ноге.“ Хитлер је 19. септембра наредио да се читава операција назове „Тајфун“, чиме је наглашен њен разарајући карактер.
У првој половини августа Ставка је издала директиву о појачању Резервног и Западног фронта дивизијама које су се до тог времена налазиле на Можајској линији одбране. На тај начин су добровољачке дивизије, формиране за одбрану прилаза Москви на Можајској линији морале да прођу кроз прво борбено искуство на одбрамбеној линији Вјазме. Након одласка дивизија московских добровољаца на Можајској одбрамбеној линији скоро да више и није било трупа. Почетком септембра само најважнији правци ка Москви били су заштићени утврђеним рејонима које су запосели малобројни некомплетни батаљони и неколико минобацачких чета. Знатан део Можајске линије није имао довољно трупа чак ни за одржавање утврђених објеката. Међутим, становници Москве и даље су убрзано градили одбрамбену линију. Да би се одржала линија, било је, по плану, потребно 17 ојачаних пешадијских дивизија. Међутим, утврђени рејони створени на том правцу су могли тек крајем септембра да имају највише једну петину потребних снага и средстава - око 40 батаљона. Те су јединице биле у стању да евентуално одбију нападе само немачких претходница, али не и главнине трупа. Због тога се очекивало да ће Можајска линија бити ојачана јединицама из резерве Ставке или да ће се на њој учврстити совјетске трупе које се буду повлачиле.
Последње саветовање свих команданата тенковских и пешадијских јединица одржано је 24. септембра, уз учешће фелдмаршала Браухича и генерала Халдера. Командант 2. тенковске групе генерал Гудеријан је настојао да офанзива отпочне што пре, најкасније 30. септембра, како би се „искористило лепо време“ и још увек суви путеви. Међутим, припреме су се одужиле, тако да је операција почела тек 2. октобра.
Са крајем лета, Хитлер је преусмерио своју пажњу на Москву и поверио групи армија Центар да изврши овај задатак. Снаге ангажоване за операцију Тајфун обухватале су три пешадијске армије (2, 4. и 9), уз подршку три оклопне групе (2, 3. и 4) и Другом ваздушном флотом Луфтвафеа. Укупно је око 2 милиона немачких војника ангажовано за ову операцију, уз око 1.700 тенкова и 14.000 артиљеријских оруђа. Међутим, немачка ваздушна моћ је била значајно ослабањена летњом кампањом, пошто је Луфтвафе изгубио 1.063 авиона, док је 1.028 било оштећено. Друга ваздушна флота је имала само 549 оперативних машина, укључујући 158 средњих и понирућих бомбардера и 172 ловца који су били доступни за операцију Тајфун. Напад се ослањао на стандардну тактику блицкрига, који је користи оклопне групе да продру дубоко у совјетске редове и изврше двоструке покрете у облику клешта, затварајући дивизије Црвене армије у џепове и уништавајући их.
Коначно, 30. септембра, могла је да отпочне офанзива као што је и било замишљено - али 6 недеља касније но што је било планирано. Генерал-пуковник Гудеријан је са југа кренуо ка Москви правцем Орел - Мценск - Тула. Након пробијања совјетске одбране Немци су два дана касније кренули из Велиша и Рославља у правцу Вјазме. Операција је успела и у „котлу Вјазме“ је опкољено више совјетских армија; по немачким подацима, било је заробљено 658.000 совјетских војника. Гудеријан је са својом 2. оклопном групом наишао на слаб отпор, те је искористивши бројчану надмоћ, посебно у тенковима, пробио одбрану Брјанског фронта у рејону Глухова и наставио напредовање у правцу североистока. Један његов тенковски корпус се устремио према Орелу и Тули, а други у правцу Брјанска и Карачева у циљу да зађе иза леђа главнини совјетских снага на овом сектору и да их опколи у подручју Брјанска. Наступила је тешка ситуација јужно од Брјанска где је 3. и 13. совјетској армији претило опкољавање. 2. октобра је био заузет Орел. Изненађење је било толико, да су трамваји у овом граду још увек радили кад су Немци ушли у град.
Истог дана, 2. октобра 1941, Група армија Центар под Федором фон Боком је коначно отпочела напад на Москву - кодно име - Операција „Тајфун“.
Група армија „Центар“ је почетком октобра имала 77 комплетних дивизија, укључујући ту 14 тенковских и 8 моторизованих дивизија, или 64% свих немачких брзопокретних трупа на Источном фронту.
Немачкој групи армија „Центар“, супротстављала су се три совјетска фронта, Западни, Резервни и Брјански са укупно 95 дивизија укључујући ту и 3 моторизоване и 9 коњичких дивизија, као и 13 тенковских бригада, што је укупно износило око 30% активних снага Црвене армије. Многе дивизије нису биле комплетне нити су имале борбеног искуства, сем тога биле су слабо наоружане и обучене. Ово се посебно односи на припаднике добровољачких јединица који су се називали народни ополченци.
Совјетска врховна команда је закључила да се Немци спремају за велику офанзиву, па је 27. септембра наредила трупама Западног и Брјанског фронта да пређу у упорну и чврсту одбрану, остваре потребне резерве и воде систематско извиђање. У то време Западним фронтом је командовао генерал Иван Коњев, а од средине септембра на чело Резервног фронта дошао је маршал Семјон Буђони. Западни фронт је имао шест армија (22, 29, 30, 19, 16 и 20) и заједно са својом резервом бранио је територију на главном московском правцу у ширини од 340 km, од Осташкова до Јељне. Главнина снага Резервног фронта (31, 32, 33 и 49. армија) протезала се источно од Западног фронта, бранећи појас ширине 300 km на линији Осташков, Селижарево, Дорогобуж. Задатак ових трупа је био да одбију ударе немачке војске у случају да она пробије одбрану Западног фронта.
Три армије Брјанског фронта (50, 3 и 13. армија) штитиле су правце према Калуги, Севску, Орловску и Тули.
Пре него што је отпочела немачка офанзива у штаб фелдмаршала фон Бока стигао је лични Хитлеров изасланик, носећи са собом наредбу која забрањује немачким регуларним јединицама да у прво време уђу у Москву. Трупе ГА „Центар“, после два моћна удара, северно и јужно од Москве, спојиле би се негде између градова Горки и Владимира и тиме затвориле обруч око совјетског главног града.
У брзом темпу Гудеријанови тенкови су наставили ка Тули, удаљеној мање од 200 km. Брјански фронт је био пресечен, па је Ставка хитно у борбу из своје резерве убацила 1. гардијски корпус, ојачан са две тенковске бригаде, ваздухопловном групом и са још неколико специјалних јединица. Командовање је било поверено генералу Д. Д. Љељушенку који је био директно потчињен Ставки. Корпус је добио задатак да затвори правац Орел – Мценск – Тула – Москва. Када је Гудеријан избио на друм Орел – Мценск, он је закључио да га више нико не може зауставити. Међутим, 4. октобра код Мценска му се испречио корпус генерала Дмитрија Љељушенка и тенкисти бригаде Михаила Катукова. У огорченој бици која је трајала неколико дана немачка војска је претрпела знатне губитке. Само 6. октобра Гудеријан је изгубио 43 тенка и 500 војника. Ево како генерал Гудеријан описује ове догађаје у својим мемоарима: „На подручју деловања 24. корпуса генерала Љељушенка, код Мценска, североисточно од Орела разбуктала се жестока борба у којој је учествовала наша 4. оклопна дивизија … У борбу је био убачен велики број руских тенкова Т-34, који су нам нанели озбиљне губитке. Материјална надмоћ наших тенкова која је до тада постојала, била је изгубљена. Самим тим нестале су и перспективе брзог и непрекидног успеха … Нарочито су за нас били неуспешни извештаји о дејствима руских тенкова, а главно, о њиховој новој тактици. Наша противтенковска средства тог периода могла су успешно да дејствују против тенкова Т-34 само при изузетно повољним условима … Збуњивала је чињеница да су последње борбе почеле негативно да утичу и на наше најбоље официре.“
Али Совјети ипак нису имали довољно снаге да зауставе напредовање Гудеријанових јединица, мада су знатно успориле њихово приближавање Тули.
Дана 7. октобра је почела да пада и киша - тенкови и друга возила су почели да се заглављују у блату. Совјетске снаге на Западном фронту, Резервном фронту, Брјанском фронту и Калињинском фронту, које су браниле московску зону су трпеле велике губитке, али су се жестоко бориле. 10. октобра, Георгиј Жуков је преузео команду над Западним фронтом и одбраном Москве.
Западно од Москве продор се још настављао: на сектору између градова Белиј и Киров Немци су сконцентрисали 2/3 снага ГА „Центар“ (9. и 4. пешадијска армија, као и 3. Хотова и 4. Хепнерова оклопна група). Главнина немачких трупа заузела је 4. октобра Спас-Деменск и град Киров, 5. октобра пао је Јухнов, па су немачки тенкови одмах избили у подручје Вјазме где су се спојили са трупама које су надирале из рејона Јарцева и Духовшчине. Дана 6. октобра Немци су пробили одбрамбену линију Ржев - Вјазма; 12. октобра је пала Калуга југозападно од Вјазме. Тиме је затворен обруч око 19. и 20. армије Западног фронта и 24. и 32. армије Резервног фронта. Према немачким подацима, у „котлу Вјазме“, заробљено је око 658.000 совјетских војника.
„Катастрофа код Вјазме“, пише у својим мемораима маршал Василевски, „у знатој је мери била последица не само противникове надмоћности у живој сили и борбеној техници, у непостојању код нас оперативних резерви, већ и неправилног одређивања главног правца удара од стране Ставке и Генералштаба, а самим тим и неправилно постављене одбране …“
Дана 14. октобра је био заузет Калињин северозападно од Москве на железничкој прузи Москва - Лењинград, 18. октобра је пао Можајск, 75 km од престонице Совјетског Савеза а групе армија „Центар“ и „Север“ су се састале на извору Волге код Осташкова, јужно од Валдајских висова - све је указивало да се совјетска одбрана потпуно распада.
Немачким снагама које су напредовале ка Москви команда Црвене армије је на три фронта - Западном, Резервном и Брјанснком - могла да супротстави 95 некомплетних дивизија с просечном пешадијском снагом од 7000 до 10000 војника - све укупно око 850000 људи, 780 тенкова, 545 авиона, 6800 топова и минобацача. Однос у људству је био 1:1,4 у корист Немаца. Поред тога, већина јединица, нарочито из састава Резервног фронта није имала борбено искуство.
Дубоки пробој немачких тенковских групација и опкољавање и уништавање знатних снага Црвене армије, недовршена изградња одбрамбених линија и непостојање озбиљних снага на Можајској одбрамбеној линији створило је опасност да непријатељ брзо продре у Москву. Још када су совјетски извиђачки авиони јавили да се на друму Спас-Деменска према Јухову креће немачка колона тенкова и моторизоване пешадије у дужини од 25 km, а испред ње они нису запазили совјетске трупе, паника је постала још већа.
Фон Бок и Халдер су дошли већ 7. окобра до закључка да Црвена армија „не располаже снагама које би могла ангажовати за супротстављање даљем напредовању ГА „Центар“ у правцу Москве“. Гудеријан је добио задатак да се приближи Тули и запоседне одређене путеве у циљу настављања офанзиве према Коломни, Кашири и Серпухову, а Штраус и Клуге да докрајче опкољене совјетске трупе код Вјазме. Али Москва се није предавала.
Црвена армија је и по броју и по квалитету тенкова заостајала за Вермахтом јер је однос био 780:1700 у корист Немаца. Иако је совјетски тенк Т-34 био супериорнији у поређењу са тадашњим немачким тенковима, било је веома мало тенкова тог типа. Тако је у саставу Западног фронта од укупно 483 тенка, Т-34 било само 45, тј. око 9%. Остали тенкови - БТ-7, Т-37 и други су по својим тактичко-техничким карактеристикама знатно заостајали за непријатељским. Слична ситуација је била и на другим фронтовима.
Бројчана надмоћ у авионима је такође била на страни Немаца — 545 совјетских према приближно 1000 авиона Луфтвафе. У совјетској авијацији је било само 20% нових бомбардера.
Од 13. октобра распламсале су се жестоке борбе на свим оперативно важним правцима који су водили према Москви. Опасност по совјетски главни град стално је расла. Приближавали су се одлучујући догађаји. Због тога је Војни савет Западног фронта за главну линију одбране изабрао линију Ново-Завидовски – Клин – Истранско вештачко језеро – Истра – Краснаја Пахра – Серпухов – Алексин.
Трупе Западног, Брјанског и дела Резервног фронта су држале одбрамбене положаје који су се састојали од две линије. Њихов предњи крај, који се додиривао са Немцима, пролазио је кроз Осташково, Јарцево, Погар и Глухов. Друга линија, тзв. ржевско-вјазамска, такође се састојала од две зоне. Прве: Селижарово — Олењино — Доробуж држале су трупе Резервног фронта, а друга је пролазила кроз Ржев и Вјазму, и није била запоседнута од трупа. Затим је била изграђена Можајска одбрамбена линија, која се састојала од три зоне обухвативши волоколамски, можајски, малојарславецки и калушки утврђени рејон.
Поред тога, око Москве су одбрамбену линију градиле трупе московске зоне и локално становништво. Предњи крај прве линије, која је опасавала Москву, ишао је дуж Тарасовке, Кљазминског вештачког језера, Химке и Бутова, достижући дубину од 4 до 6 km. Била је подизана и друга одбрамбена линија у облику обруча око Москве, а грађена су и утврђења у самом граду. Тако је испред надирућег Вермахта било покушавано стварање система утврђења од 8 до 9 одбрамбених линија на фронту дужине између 300 и 400 km и у дубини 300 до 350 km. Међутим, трупе Црвене армије су одбрамбене линије заузимале само на дубини од 50 до 70 km.

## Одбрана Москве
Москва је постала мета немачких ваздушних напада. Становништву је наређено да изгради барикаде на улицама града, чак и у близини самог Кремља. 16. октобра је у самој Москви дошло до веома необичних збивања. По званичним подацима из Москве се организовано повлачило преко два милиона људи. Ванредно стање је проглашено 19. октобра. Влада Совјетског Савеза и дипломатски кор су се 20. октобра преселили на исток у град Кујбишев (данас Самара), али је совјетски вођа, Јосиф Стаљин остао у Москви. Ово је важна психолошка прекретница за Стаљина, јер је останак у граду, и када су немачки војници били на домак града био значајан преседан за совјетског диктатора. Међутим, Хитлер уопште није изгледа ни намеравао да заузима Москву. Из директиве од 12. октобра произилази да је хтео да примени исту процедуру као и код Лењинграда - опкољавање и потпуно изнуривање опсадом до уништења. Плашио се и епидемија, а додатну бојазан му је уливало и искуство немачке војске током заузимања Кијева, када је много војника страдало од мина и темпираних бомби.
Истог дана, 16. октобра Црвена армија је морала да напусти Боровск. Најжешћи окршаји вођени су на Бородинском пољу, где су се 1812. године судариле Наполеонове армије са руском војском којом је командовао фелдмаршал Кутузов. На фронту дугом 45 km дивизије немачке 4. тенковске групе генерала Хепнера наишле су на изузетно снажан отпор совјетске 32. дивизије пуковника Виктора Полосухина. Генерал-пуковник Хепнер је овако оценио судар на Бородинском пољу: „… Као и пре 129 година Руси су пружили невероватно снажан отпор, покушавајући да преграде пут ка светој Москви, на 100 km од ње …“ Пет дана је трајала крвава битка. Бојиште је било прекривено уништеном ратном техником, многобројним лешевима и јуришним топовима. Генерал-пуковник Хепнер је стално убацивао у битку нове снаге и 16. октобра извршио дубоко заобилажење положаја 32. дивизије с крила. Потом су његови тенкови продрли у позадину бранилаца и запретили им опкољавањем. Један истурени одред нападача продро је до командног места 5. армије којом је командовао генерал Дмитриј Љељушенко. Командант армије је сакупио борце који су били око њега и повео их у противнапад. Читав сат је вођена борба прса у прса и у њој је Љељушенко тешко рањен. Тада је команду над 5. армијом преузео генерал Леонид Говоров, касније маршал Црвене армије.
Совјетске трупе морале су 18. октобра да напусте Можајск и Малојарославец. Тек уз натчовечанске напоре немачке трупе су заустављене на линији Волшког вештачког језера источно од Волоколамаска и даље дуж линије реке Наре и Оке, а на југозападним прилазима Москви, на подручју Туле, где се налазила 50. совјетска армија.
Од 2. октобра до почетка новембра 1941. године, Група армија „Центар“ под командом фон Бока напредовала је 150 - 200 km. То растојање фелдмаршал је прешао са преко 300.000 својих војника. У врховима Вермахта су почеле да круже приче како је код Вјазме извојевана последња немачка победа, да је операција „Тајфун“ пред крахом и да су фон Бокове трупе на издисају.
Начелник штаба 4. армије, генерал Гинтер Блументрит, пише у својим мемоарима: „ … Кад смо се сасвим приближили Москви, изненада се нагло променило расположење свих наших команданата. С чуђењем и разочарењем смо констатовали у октобру и почетком новембра да разбијени Руси уопште нису престали да постоје као војна сила.“ Све је то навело његовог имењака, команданта 4. армије Гинтера фон Клугеа, да крајем октобра предложи команди Групе армија „Центар“ одлагање офанзиве на Москву до пролећа 1942. Али његов предлог није прихваћен.
И после свих помпезних изјава и хвалисања сурова реалност се обрушила попут хладног туша на немачке политичаре и војсковође. Њихове трупе су крајем октобра заустављене на московском правцу. Требало је хитно пронаћи барем иоле прихватљив изговор и сачувати образ. Гебелсова пропаганда је лансирала причу да су крајње лоши временски услови, то јест, велике кише, блато и беспуће били основни разлози који су у октобру зауставили немачку офанзиву на Москву. Ова верзија је и дан данас присутна у многим западним списима који се баве московском битком. Међутим, метеоролошке прилике нису излазиле из оквира нормале, нити су представљале изненађење за руководство Вермахта, јер су они знали да од средине октобра у Русији редовно почињу да падају кише.
Логично је да су беспуће и киша сметале и једној и другој страни. Реално сагледавајући ситуацију мора се констатовати да Немци нису јужњаци па је смешно да њиховим војницима јесте, а да совјетским није сметала зима, мада је готово половина совјетских бораца потицала из топлијих крајева чија је географска ширина јужније од територије Немачке.
Мада је крајем октобра Група армија „Центар“ малаксала, ипак су на појединим секторима и даље вођене жестоке борбе. Славну страницу битке за Москву исписали су браниоци Туле. У другој половини октобра у рејон Туле повлачиле су се три совјетске веома проређене дивизије. 1. новембра две Гудеријанове тенковске дивизије и једна пешадијска бригада покушале су да овладају градом, наносећи челне ударе. Међутим, јединице совјетске 50. армије су чврсто држале своје положаје тако да су пропали сви покушаји да Немци овладају овим градом, па је Гудеријан одлучио да изврши заобилажење Туле, али је истовремено морао да развуче своје снаге. По одлуци Ставке Тула је 11. новембра поверена Западном фронту, као левокрилни одбрамбени сектор.
Како би дао пример одлучности војницима и грађанима, Стаљин је наредио да се одржи традиционална војна парада 7. новембра на Црвеном тргу, упркос опасности од немачког бомбардовања. Очевици тврде да је Хитлера спопао страшан бес када је уместо жељно очекиваних вести о паду Москве чуо да је у њој 7. новембра одржана војна парада у част 24-годишњице Октобарске револуције.
О томе да ће се одржати парада команданти су сазнали тек у 23,00 6. новембра. Одређено је да парада почне у 8,00 ујутро, а већ у 5,00 ујутро на улазу у Црвени трг је почела да пристиже војска. Тачно у 8,00, јашући на коњу, изашао је кроз Спаску капију маршал Семјон Михалович Буђони и примио рапорт од генерала П. А. Артјемијева. Потом је с трибине Лењиновог маузолеја говорио Ј. В. Стаљин. Он је у свом говору, између осталог, рекао: „… Поверена вам је велика ослободилачка мисија. Зато будите достојни те мисије! Рат који ви водите је ослободилачки рат, праведан рат. Нека вас у овом рату надахњују витешки ликови наших великих предака, Александра Невског, Дмитрија Донског, Кузме Мињина, Дмитрија Пожарског, Александра Суворова, Михаила Кутузова! …“ Затим је почео свечани дефиле јединица поред Лењиновог маузолеја. Парада је трајала нешто дуже од једног сата. Многе су јединице са Црвеног трга одлазиле право на фронт … Право на фронт је кренуло и 200 тенкова који су учествовали у паради.
У међувремену, немачко напредовање је већ почело да показује знакове успоравања. Немци су били готово паралисани када су почеле јесење кише, претворивши путеве у блатне баре. Врховна команда немачке копнене војске је направила биланс да би видела да ли би током кратког периода још увек подношљивог времена, од половине новембра до половине децембра, још могло да се изведе опкољавање Москве. Закључено је да од 136 дивизија, стварну борбену вредност имају још неку борбену вредност још само 83 дивизије. Снабдевање је било таман толико довољно де издржи евентуална дефанзива, док би за офанзиву великих размера не би било довољно. Група армија "Центар" више није располагала резервним снагама и нека већа невоља би могла да је доведе до катастрофе. По мишљењу немачких команданта Црвена армија је била толико изнурена да би је једна нова офанзива потпуно елиминисала. Москва као примарни циљ није била удаљена ни 60 km. На основу ових чињеница Врховна команда копнене војске је одлучила да ризикује офанзиву. Да би разрешили многе дилеме највиши руководиоци Вермахта организовали су 13. новембра саветовање у белоруском граду Орши. У Оршу је долетео и Хитлер у пратњи фелдмаршала Браухича, генерал-пуковника Халдера и још неколико високих руководилаца Вермахта. Домаћин им је био фелдмаршал фон Бок.
Халдер је покушао да убеди присутне да се основни циљеви плана „Барбароса“ могу остварити до краја 1941. Фон Клуге је предложио да се офанзива на Москву одложи до пролећа 1942. године. Док се Хитлер није налазио у сали генерал Фром је изнео необичну идеју: „… Треба Совјетском Савезу предложити мировне преговоре како би се избегло даље вођење рата на два фронта…“ Овај предлог је одбијен иако се о њему није много расправљало.
Решено је да нова, трећа по реду, „генерална“ офанзива на Москву почне средином новембра. У новембру су Немци извршили прегруписавање трупа на московском правцу. Оне су ојачане са 10 нових дивизија и већом количином ратне технике. Већ 15. новембра Група армија „Центар“ располагала је са 73 дивизије (47 пешадијских, 1 коњичка, 14 тенковских, 8 моторизованих и 3 дивизије обезбеђења) и 4 бригаде. Тако је фелдмаршалу фон Боку омогућено да поново стекне надмоћ над совјетским трупама у живој сили скоро 2 пута, у тенковима 1,5 пута, а у артиљеријским оруђима 2,5 пута.
Задатак обухвата Москве са севера (операција „Волшко језеро“) био је поверен 3. и 4. оклопној групи (које су се састојале од 7 тенковских, 3 моторизоване и 4 пешадијске дивизије), а с југа 2. оклопној армији. Ова армија је имала 4 тенковске, 3 моторизоване и 5 пешадијских дивизија. Немачка 4. армија је добила задатак да напада фронтално и веже за себе главнину совјетског Западног фронта.
Када је у раном новембру наступио мраз, Немци су поново могли да користе путеве, али су се суочили са проблемом неопремљености за зимско ратовање, јер је Хитлер планирао брзу победу још за време лета.
Иако је почетак офанзиве био планиран за 15. новембар, ипак је то биле превише кратко време да се потпуно припреми и прегрупише Група армија "Центар". Друга оклопна група је била раштркана између Курска и Орела и имала је веома издужено десно крило које је заиста било врло лако рањиво. Москва је у то доба, као и током целог Другог светског рата имала најјачу противавионску одбрану на свету - седам концентричних прстенова на размаку од 3 до 5 km, те је тако град постао практично недостижан за Луфтвафе.
Група армија "Центар", под командом фелдмаршала фон Бока, је 15. новембра кренула у офанзиву ка Москви. Напад је почео ујутро после паклене артиљеријске припреме и налета из ваздуха. Огорчене борбе развиле су се јужно од Волшког језера. Део јединица 30. армије генерала Д. Љељушенка повукао се сутрадан на североисточну обалу Волге. Овај генерал је одмах по изласку из болнице, са још незараслим ранама преузео команду над легендарном 30. армијом.
Четврта немачка оклопна група са око 400 тенкова устремила се 16. новембра на волоколамски правац против 16. армије генерала Константина Рокосовског. Друм који води за Волоколамск претворен је у прави пакао.
Битка која је пламтела на свим секторима превазилазила је по својој жестини све дотадашње бојеве од почетка рата. Немачка 3. и 4. тенковска група водиле су од 16. до 21. новембра тешке и исцрпљујуће борбе. Моторизоване дивизије Вермахта могле су дневно да напредују највише 3 – 4 km.
На њеном јужном боку тенкови Гудерианове 2. оклопне групе су наишли на веома жилав и упоран отпор, док се на северном делу, упркос упорном совјетском отпору офанзива повољно одвијала. Главнина снага Гудеријанове оклопне армије заузела је 21. новембра Стаљиногорск и Узловају. На подручју Туле настала је прилично сложена ситуација. Совјети су успели да прикупе јединице и да их пребаце на подручје Туле, и да одмах затим изврше контраудар на Гудеријанове снаге, одбацивши их 10 – 15 km на југ, према Мордвеси. Командант 2. оклопне армије Гудеријан је схватио да је немогуће сломити отпор совјетских трупа код Кашире и Туле, па је уз сагласност фон Бока одлучио да привремено пређе у одбрану.
На северном делу фронта ситуација је била знатно лошија. Немачки тенкови су 23. новембра продрли у Клин. Убацивши у борбу своје последње резерве, 1. тенковску и 23. пешадијску дивизију, фон Бок је покушао да забије клин у совјетску одбрану на московском правцу. Немци су нешто пре тога успели да заузму Истру, а потом и Солнечногорск на 22 km од Москве. Фон Бок је одлучио да лично посматра и руководи операцијом Хепнерових тенкова. Сео је у специјални оклопни воз и стигао до Истре, а одатле је кренуо ка бојишту аутомобилом.
Неколико тенковских извиђачких јединица се пробило све до моста код аеродрома Химки, тј. до последње станице московског трамваја, на 18 km од центра града. Улица Горког, авенија која је водила све до самог Кремља лежала је потпуно небрањена пред тенковима, док је отпор био потпуно безначајан. Међутим, на централном сектору Групе армија „Центар“ совјетске снаге су почеле са контранападима тако да 4. армија под командом фелдмаршала фон Клугеа није могла да учествује у офанзиви. На овом сектору су почеле да се појављују сасвим свеже совјетске јединице. Тек су 1. децембра Немци успели да забележе неки напредак, али то су били само локални успеси. Управо у ово време, много раније но што су Немци очекивали, је температура нагло опала и почели су оштри мразеви.
Немачки војници су се суочили са проблемом неопремљености за зимско ратовање. Недостајала им је топла одећа и бела камуфлажна одела, а све више и више тенкова и других возила је постајало непокретно када је температура пала испод нула степени. Зима 1941—1942. је била неуобичајено хладна, чак и за руске прилике.
Совјетски браниоци на прилазима Москви су постајали све очајнији. Совјети су слали хиљаде регрута и добровољаца, па и женске батаљоне пред немачку митраљеску ватру. На Московском фронту је искован термин Панфиловски: И. В. Панфилов, командант Совјетске 316. Стрељачке дивизије, је погинуо у жестокој самопожртвованој борби пешадије против немачких тенкова. Само неколицина тешко рањених совјетских војника је преживело покољ; погинуо је и велики број немачких војника.
Једна немачка тенковска јединица је успела да пређе преко канала Москва – Волга код Јахроме и да заузме слабо брањену Краснају Пољану, удаљену од Москве само 27 km. Али на њу су се одмах бациле претходнице совјетске 1. ударне армије и успеле да је потисну преко канала. Међутим, Немци су успели да избију на канал Москва – Волга и на подручју Крјукова, удаљеном само 40 km од совјетског главног града. Потом су довукли далекометне топове за гађање Москве. То је у „Вучјој јами“ дочекано незапамћеним хвалисањем, одушевљењем и клицањем на рачун фелдмаршала фон Бока. Редакције свих немачких дневних листова добиле су наређење да оставе у наредном дану довољно места за помпезно саопштење о заузимању Москве.
Немци су 30. новембра 1941. продрли до најисточније тачке у напредовању ка Москви. Наиме, и поред велике хладноће је једна патрола 2. оклопне дивизије успела да се пробије на 8 km од саме Москве - тј. на 16 km од самог Кремља.
Гудеријан је до 3. децембра успео да са својим тенковским јединицама са три стране обухвати Тулу, али није успео да је заузме због невероватно снажног отпора совјетских јединица.

## Катастрофа код Вјазме
Код града Вјазме спроведена је одбрамбена операција коју су спровеле совјетске трупе против немачких инвазионих снага које су вршиле незадржив јуриш на Москву. Одбрамбена операција је трајала од 2. октобра 1941. године до 13. октобра 1941. године. Састав снага био је: Западним фронтом заповедао је Иван Коњев, а резервним снагама заповедао је маршал Сејмон Буђони. Циљ одбрамбене операције је био да се спречи продор непријатељских снага, нарочито Групе армија Центар са командантом фелдмаршалом Федором фон Боком. Тиме је требало да се немачки напад успори и да се сакупе резерве.
Група армија Центар имала је велику супериорност у људству, техници и наоружању, а такође је држала и правац напада. Имала је велики број тенкова који су чинили песницу немачког удара. Совјетске јединице нису имале довољно артиљерије, против-тенковско и против-авионско наоружање. Одбрана је била слабо организована, а немачке снаге су то покушале да искористе. Покушале су да ослабе совјетску одбрану. Међутим Црвена армија се консолидовала и Западни фронт и резервне јединице успеле су да се повежу у јединствену целину Западног фронта на челу са Георгијом Костантиновичем Жуковом као врховним заповедником.
Немачке снаге су Совјете покушале да окруже са 28. дивизија. Напад је требало да траје до средине октобра. Међутим задати циљеви нису извршени и Совјети врше жесток контранапад на немачке снаге који је био погубан за њих. Међутим неке окружене немачке јединице водиће огорчене борбе са совјетским снагама, али то ће имати краткотрајан успех. То је само навело Совјете да појачају одбрамбену линију и да још више притисну и одбаце нападаче.
Идеја немачке команде била је да Девета армија разбије совјетску одбрану код града Вјазме. Помоћ им је пружала Четврта тенковска армија. Требало је нападном групом из правца југозапада да окруже и униште непријатељске снаге. 3 Панцер група имала је задатак да спречи непријатељске трупе да пређу реку Дњепар и њихово распоређивање у одбрани Москве.
Напад је почео 2. октобра 1941. године. Делови 56 корпуса Панцер дивизије напали су совјетску одбрану у шумовитим областима реке Вопе између насеља Новоселок и Холм. На југу од насеља Холм су вођене огорчене борбе, а Совјети су послали једну тенковску бригаду. 4. октобра Немци су послали 6. и 7. Панцер дивизију путем Иртсево - Вјазма с леђа када су се совјетске трупе повлачиле са источне обале реке Дњепра.

## Совјетска контра-офанзива
Дана 5. децембра, 1941. Жуков је лансирао масивни совјетски контра напад против немачке војске. Офанзива се развила на свим секторима у рејону Москве 6. децембра. Током јесени, Жуков је пребацивао свеже и добро опремљене совјетске снаге из Сибира и са Руског далеког истока у Москву, али их је држао у позадини, док није одређен датум контра-офанзиве. Важан моменат у довођењу појачања са далеког истока је била чињеница да су Совјети обавештајним каналима дошли до информације да Јапан не планира инвазију на Совјетски Савез. Чувени руски шпијун, Рихард Зорге до ове информације је дошао када је видео да нове униформе јапанске војске имају кратке панталоне (и да стога дефинитивно неће напасти Сибир).
Сада је непријатељ био сувише близу Москви да би се игнорисао, и Жуков је послао појачања на немачке линије, заједно са новим тенковима Т-34, и ракетним бацачима каћушама. Нове совјетске трупе су биле припремљене за зимско ратовање, а укључивале су и неколико ски батаљона. Исцрпљени и промрзли Немци разбијени су и одбачени на 100 до 259 km од Москве до 7. јануара 1942. Совјети су консолидовали своје положаје у априлу 1942, дефинитивно одбивши немачку претњу од Москве. Победа у Московској бици је била важан подстицај совјетском моралу, јер је немачка војска у њој изгубила ауру непобедивости. Не успевши да поразе Совјетски Савез у брзом удару, Немци су морали да се припреме за дугу и крваву борбу. Блицкриг се није догодио.
Према разним поузданим западним и источним изворима, око 700.000 војника Црвене армије је погинуло, било рањено или нестало за време дефанзивне фазе и контра-офанзиве, а око 250.000 војника сила Осовине је или погинуло, било рањено или нестало током целе битке. Због хероизма бранилаца града, Москви је додељена титула Града хероја 1965, на двадесетогодишњицу совјетске победе над нацистичком Немачком, 1945.

## Анализа битке за Москву и последице
Огромна пространства Совјетског Савеза су била више него погодна за муњевити рат Вермахта. Без обзира на губитке током првих месеци, совјетска армија је имала довољно људи и простора да настави борбу. Како је време пролазило немачки команданти су све више почели да критикују начин на који је Адолф Хитлер водио рат. У Директиви бр. 33 од 19. јула 1941, Хитлер је понављао неопходност постизања три раније постављена циља: заузимање Лењинграда, Москве и Украјине. Међутим, у Директиви бр. 40 од 23. јула, Хитлер је закључио да армијска група „Центар" треба за напад на Москву да „користи пешадијске јединице двеју армија, које су довољно јаке за тај циљ“, док би 3. оклопна група била додељена Групи армија „Север“ да би се појачао напад на Лењинград. Група армија “Центар" у таквом стању се тада налазила у борбама око Смоленска и управо је ту Црвена армија пружала жесток отпор, па су Немци на неким местима били чак и потиснути.
У име Врховне команде немачке копнене војске њен командант фелдмаршал Валтер фон Браухич је оштро протестовао због тога, јер је сматрао да је ова директива неизводљива. Истог дана, 23. јула је са Хитлером одржао конференцију, али је Хитлер сматрао да је управо због тако јаког совјетског отпора било непотребно користити тенкове који су били далеко испред пешадије. По њему, баш је пешадија требало да сломи тај отпор да би пут био слободан за даље муњевите операције.
Он је, у суштини, почео Москву да сматра мање важним циљем - „само име неког места“, док је веома важним сматрао заузимање Доњецког басена, чиме је мислио да ће Совјетском Савезу одузети ратну индустрију и прекинути довоз нафте. Сматрао је веома значајним заузимање индустријског центра Харкова у оперативном подручју Групе армија Југ, а на северу заузимање Лењинграда, што је оценио политички одлучујућим. Генерали су га узалуд упозоравали на то да се главнина совјетске армије налази пред Москвом и да је главно победити Црвену армију на правцу Москве јер би тиме био побеђен и Совјетски Савез у целини. Фелдмаршал Герд фон Рундштет је изнео ово становиште Хитлеру на једној конференцији у штабу његове Групе армија „Југ“ 6. августа. Хитлер је поново све одбио и саставио листу приоритета: Лењинград, источна Украјина, Москва. Генерал-пуковник Франц Халдер је следећег дана упитао начелника Оперативног одељења Врховне команде Вермахата, генерал-пуковника Алфреда Јодла да ли Хитлер жели да добије економски потенцијал у Украјини и на Кавказу или рат?
Генерал-пуковник Халдер је 10. августа саставио меморандум у којем се поново залагао за то да операције ка Москви добију приоритет. Према додатку Директиви бр. 34 од 12. августа изгледа да је овај меморандум имао успеха код Хитлера. Москву је требало напасти широким фронтом, и у то укључити и тенковске јединице из Групе армија „Север“, али зато зато је прво требало завршити операције ка Лењинграду. Дотле Група армија „Центар“ није смела да преузима нападе на правцу према Москви; требало је да се без помоћи Луфтвафеа ограничи на одбрамбене акције. Хитлер је 20. августа отворено рекао да се не слаже са Халдеровим меморандумом који је он још детаљније израдио 18. августа. У директиви од 21. августа Хитлер је још једном саставио своју већ познату листу приоритета. Генерал-пуковник Гудеријан, је још једном узалуд покушавао да убеди Хитлера. Генерал Швепенбург, који је командовао 24. оклопним корпусом у Гудеријановој 2. оклопној групи, рекао је о томе следеће: „По преласку тзв. „Стаљинове линије“ мом корпусу је успело да се пробије ка Москви али је Хитлер, упркос саветима највиших војних саветника донео сулуду одлуку да скренемо ка југу, у Украјину, чиме је напад на Москву одложио до јесени или зиме“.
Тек крајем септембра је почела немачка офанзива ка Москви, али ни онда са концентрисаним снагама. Групе армија „Север“ и „Југ“ морале су и даље офанзивно да наступају. Њихови команданти фон Леб и фон Рундштет који су истрајавали на становишту да се треба повући на утврђене положаје и ту бранити током зиме били су смењени као и командант 4. оклопне групе генерал-пуковник Хепнер и генерал-пуковник Гудеријан, командант 2. оклопне групе.
Када је био пробијен фронт и започело опште повлачење, генерал-пуковник Хепнер је кренуо својим штапским аутомобилом, а када је морао да их остави у снегу због квара на мотору користио је сваку могућност да би наставио путовање: на пољској кухињи, на колима за превоз муниције, на сељачким запрегама, и најзад је на санкама са коњском запрегом стигао преко Гжатска до Вјазме, одакле је возом наставио преко Минска и Бреста до Познања, да би тамо у главној команди Групе армија сазнао да је смењен и ражалован у обичног војника.
Генерал-пуковник Хајнц Гудеријан, командант 2. оклопне групе, која се заглавила код Туле, допутовао је 20. децембра авионом до Хитлеровог Главног стана „Вучја јама“, близу Растенбурга у Источној Прусији, да би пред Фирером бранио своје наређење за повлачењем тима да га је само изузетно тешка ситуација приморала да повуче 2. оклопну групу, као и 2. армију, све до положаја код Суше и Оке.
Поједини немачки високи официри су сматрали да би офанзива против Москве могла да уроди плодом само уколико би отпочела најкасније крајем августа – и то уз помоћ јединица суседних Група армија и под условом да се прекине са свим офанзивним акцијама на другим деловима фронта. Међутим, када се офанзива током новембра и децембра завршила неуспехом, Хитлер је за то оптужио своје генерале. Пре свих, за главног кривца је био проглашен командант копнене војске фелдмаршал фон Браухич. Гебелс је, у свом дневнику описао како је Хитлер извређао фон Браухича, када је сазнао да су Совјети зауставили немачку офанзиву ка Москви, назвавши га „сујетном, бедном кукавицом, који није у стању ни да процени ситуацију, а камоли да је савлада. Због својих непрестаних интервенција и непослушности проиграо цео план рата на Истоку, план који је био кристално јасан“.
Фелдмаршал фон Браухич је 7. децембра поднео оставку. Хитлер му је одговорио да тог тренутка нема времена за њега – совјетска противофанзива је отпочела два дана раније – и тек 19. децембра га је обавестио да је његова оставка прихваћена.
Какви су били односи у немачкој Врховној команди између Хитлера и високих официра веома лепо се може видети из изјава генерала артиљерије Валтера Варлимонта, помоћника начелника Опертивног одељења Врховне команде, генерал-пуковника Алфреда Јодла. Варлимонт није желео свој рад да назове сарадњом са Хитлером, зато што је, како због својих претпостављених – фелдмарашала Кајтела и генерал-пуковника Јодла, тако и због чињенице да није становао и радио у истом бункеру са Хитлером, био одвојен од њега. То је у „извесном смислу сматрао својом предношћу, јер та сарадња била веома депримирајућа“. По Варлимонтовом сведочењу Хитлер је „прошао кроз известан развој који сам ја делимично могао и лично да пратим, зато што сам већ крајем 1936. имао прилику да Хитлеру подносим извештаје из Шпаније, при чему је, укратко речено, био искрен и разуман. Касније – ако би уопште нешто и питао, прекидао ме је на на најгрубљи начин, остављао ме и одлазио ако се већ ни прве моје речи или реченице нису уклапале у слику коју је он сам себи створио“. Некада је Варлимонт, из чисто војно-тактичких разлога морао да предложи да се одређена подручја напусте. „Тек што бих назначио такве предлоге он је већ наређивао свом ађутанту да склони карте са стола – и моје излагање би било завршено“. Већ и то што је морао да са Хитлером буде у истој просторији било је за генерала Варлимонта „психичко и физичко мучење. Имао сам осећај да ми је тај човек ждрао мисли из главе“. Генерал Варлимонт је 10. децембра 1941. сазнао, преко радија који је емитовао Хитлеров говор из Рајхстага, да је Немачка објавила рат САД. Одмах након тога позвао га је генерал-пуковник Јодл и упитао га да ли би желео да изврши потребне припреме за евентуални поход против САД.
За разлику од својих претпостављених, фелдмаршала Кајтела и генерал-пуковника Јодла, генерал Варлимонт није веровао у победу Вермахта над Црвеном армијом. „Нисам једноставно могао да се отресем осећања да је, пошто је дефинитивно био одређен план операције Барбароса, отпочео марш у катастрофу. Никада то нисам ни крио и чак сам то у то време изражавао на такав начин што сам већ у јесен 1940. преселио породицу из Берлина у Тегернсе у Баварској“.
Генерал Курт фон Либенштајн, начелник штаба 2. оклопне групе, пошто су биле издате наредбе за припрему рата против Совјетског Савеза, разговарао је на ту тему са својим претпостављеним, генерал-пуковником Гудеријаном: „Још се тачно сећам како је мој директни претпостављени, генерал Гудеријан био запрепашћен када сам му на карти објаснио оперативне циљеве Врховне команде и опште циљеве рата са Совјетским Савезом.“ „Погледај на карти колико је огромно то руско царство. Нигде му нема краја. Одавде до Урала … а одатле још четири пута толико до Тихог океана. Зашто водимо рат са Русијом. Било би много боље када би нам Русија и даље испоручивала потребне сировине“. Обојица су била мишљења да је овај рат био „скок у таму“, „иако је Врховна команда сигурно из пропагандних разлога тврдила да можемо уништити Русију за можда три до четири месеца“.
Генерал фон Либенштајн тврди да су непосредно пред контраофанзиву Црвене армије „од горе долазила наређења чак и за пребацивање појединих пукова или чак неколико батаљона с једног места на друго“. Али наравно да је у бункеру у Источној Прусији све изгледало другачије него између Орела и Туле.
У ноћи између 2. и 3. јануара 1942. године, начелник Врховне команде копнене војске, генерал-пуковник Франц Халдер, званично је Фиреру поднео извештај о повлачењу немачких трупа на централном делу Источног фронта – пред Москвом. Хитлер је побеснео јер није била извршена поверена им „света мисија“ да марширају улицама Москве и дочекају Нову 1942. године на Црвеном тргу, испод џиновских јелки украшених кукастим крстовима и Фиреровим сликама. Комплетан Генералштаб је назвао „идиотима са пилећим мозговима, недостојним историјске мисије немачког народа и његовог поверења … “
Све више падајући у ватру Фирер је још изјавио да „немачки народ у овом тренутку има само једног истинског генија способног и спремног да оствари до краја његове историјске тежње и права, немачки народ има мене, и ја овог тренутка преузимам целокупну команду над копненим трупама Вермахта … “
Након тираде Хитлер је генерал-пуковнику Халдеру практично издиктирао своју одлуку која је каснија постала позната као својеврсна „сеча фелдмаршала“, којом су били смењени: фелдмаршал Валтер фон Браухич, командант Главне команде копнене војске, затим фелдмаршал фон Бок, команданта Групе армија „Центар“; због „самовољног повлачења трупа“ практично је био најурен генерал-пуковник Гудеријан, командант 2. оклопне групе, исту судбину је због неуспеха код Ростова доживео и фелдмаршал Герд фон Рундштет, командант Групе армија „Југ“, док је фелдмаршал Вилхелм Ритер фон Леб, командант Групе армија „Север“, проглашен неспособним и смењен.
Укупно је било смењено и деградирано 35 фелдмаршала и генерала.